# Revista del Jardín Zoológico de Buenos Ayres
La Revista del Jardín Zoológico de Buenos Ayres fue una revista científica argentina de publicación mensual fundada en enero de 1893 por el primer director del Jardín Zoológico de Buenos Aires, el naturalista, médico y escritor Eduardo Ladislao Holmberg. Según la propia revista, estaba dedicada a las ciencias naturales en general y a los intereses del jardín zoológico en particular.
En el primer número de la revista colaboraron Florentino Ameghino, Carlos Spegazzini, Juan Bautista Ambrosetti, Enrique Lynch Arribálzaga y el propio director, quien escribió:

«Un Jardín Zoológico es una institución científica (...) Un Jardín Zoológico no es un lujo, no es una ostentación vanidosa y superflua, es un complemento amable y severo de las leyes nacionales relativas á la instrucción pública (...) 

Dentro de lo personal, el Director del Jardin Zoológico de Buenos Ayres sentía la necesidad imperiosa de exteriorizar, en el mundo inteligente y discreto, la vida de la institucion á su cargo, y esta Revista, trasunto de aquella, servirá de mensajero. Pero el Jardin Zoológico de Buenos Ayres, tal como el Director lo comprende, no será solamente una exhibicion de animales,—será algo más.— La prueba de ello consta en este primer número de la Revista.
Cualquier observador de buen criterio se dará cuenta, en el acto, de lo que esta publicacion está llamada á representar con sólo fijarse en la naturaleza de los artículos que la ilustran,—porque ántes de aparecer ante el público, la Revista del Jardin Zoológico de Buenos Ayres tenia la aprobación expresa de hombres conspícuos que, en la República Argentina,—nacionales ó extranjeros—marchan al frente de su evolucion intelectual.
En ella, como en otras publicaciones análogas, se dará noticia de lo que al Jardin Zoológico se refiere; pero sus hojas, consagradas á Minerva, admitirán siempre el tributo de aquellos que, en su corazon, levantaron un altar á las Ciencias Naturales.

Buenos Ayres, desde este momento, tiene, para todo el mundo, un Jardin Zoológico.»
Eduardo Ladislao Holmberg,
Primera edición de la Revista del Jardín Zoológico de Buenos Ayres
15 de enero de 1893

La primera época de la revista, bajo la dirección de Holmberg, tuvo 24 números publicados y se la consideró un éxito. La publicación de la revista sería retomada por el segundo director del zoológico, Clemente Onelli, a partir de 1905 y hasta 1922. A esta nueva versión de la revista, con el mismo nombre pero de carácter trimestral, se la catalogó como Segunda época y tuvo 68 números.
El tercer director del zoológico, Adolfo María Dago Holmberg, quien asumió en 1924 tras la muerte de Onelli, no retomó la publicación de la revista.
Una tercera etapa, de carácter digital, se publicó en 2013.